# Charley Boorman
Charley Boorman (23 agosto 1966) è un attore inglese.

## Biografia
Figlio del regista John Boorman e di Christel Kruse, ha tre fratelli, tra cui una gemella, Daisy.
Da sempre appassionato di cinema, ha il suo primo ruolo nella pellicola Un tranquillo weekend di paura, in cui è diretto dal padre. Sempre sotto la regia paterna compare nel 1981 in Excalibur e nel 1985 in La foresta di smeraldo.
John Boorman lo userà come attore anche in Anni '40. Nel 1997 è nel cast di Il bacio del serpente, accanto all'amico Ewan McGregor.
Nel 2004 è nel cast di In My Country.

## Long Way Round & Long Way Down
Charley e l'amico Ewan McGregor hanno intrapreso tre lunghissimi viaggi in moto attraverso il mondo: nel primo (2004), Long Way Round i due hanno fatto il giro del mondo da Londra a New York, passando per l'Europa, l'Asia e, attraverso lo stretto di Bering, il Nord America; nel secondo (2007), Long Way Down hanno attraversato l'Europa e soprattutto l'Africa, partendo dal nord della Scozia sino a Città del Capo in Sud Africa. In questi due viaggi hanno guidato due BMW GS Adventure (1.150 nel primo, 1.200 nel secondo).
Boorman e McGregor hanno realizzato in terzo viaggio nel 2019, Long Way Up, questa volta dall'estremo sud della Terra del Fuoco sino a Los Angeles, guidando due LiveWire Harley Davidson elettriche, una sfida nella sfida.
I primi due viaggi, reperibili in YouTube possono essere acquistati in DVD direttamente dal loro sito ufficiale. Il terzo è attualmente (2020) disponibile sulla piattaforma AppleTv+.

## Vita privata
Boorman e la moglie Olivia hanno due figlie: Doone e Kinvara.

## Filmografia parziale
- Excalibur, regia di John Boorman (1981)
- La foresta di smeraldo (The Emerald Forest), regia di John Boorman (1985)
- Il bacio del serpente (The Serpent's Kiss), regia di Philippe Rousselot (1997)
- Long Way Round (2004-2007-2020) - Serie TV